# Symplecta holdgatei
Symplecta holdgatei är en tvåvingeart som först beskrevs av Freeman 1962.  Symplecta holdgatei ingår i släktet Symplecta och familjen småharkrankar. Inga underarter finns listade i Catalogue of Life.